# Piazza Grande (Modena)
Piazza Grande (in modenese Piaza Granda) è la piazza principale di Modena, situata in pieno centro storico della città.
La Piazza Grande, con il duomo e la Torre civica della città, è stata inserita dal 1997 nella lista dei siti italiani patrimonio dell'umanità dall'UNESCO.

## Caratteristiche
La piazza si trova sul lato sud del Duomo, che con la torre campanaria Ghirlandina forma un insieme monumentale dichiarato patrimonio dell'umanità. Sul lato orientale della piazza si erge il Palazzo Comunale, edificio seicentesco a portici che ha unito gli antichi palazzi medievali del Comune e della Ragione. Il Palazzo, che nel medioevo aveva più torri, una delle quali detta torre mozza a causa di un terremoto che l'aveva decapitata, è oggi porticato con pianta ad L.
Sul lato occidentale della piazza si trova la parte posteriore dell'Arcivescovado, mentre sul lato meridionale c'è il palazzo moderno di una banca, anch'esso porticato. Questo palazzo, opera dell'architetto Gio Ponti, ha sostituito un precedente palazzo di giustizia costruito alla fine del XIX secolo nello stile dei ministeri romani. Venduto dal Comune alla locale Cassa di Risparmio, l'edificio è stato demolito e sostituito da quello di Gio Ponti, che ha affrontato il problema cercando di riprendere in chiave moderna motivi del Palazzo Comunale e dell'Arcivescovado.
Nell'angolo nord-orientale di Piazza Grande, vicinissimo al Palazzo Comunale, si trova la Preda Ringadora (che in dialetto modenese significa "pietra dell'arringa"), un grosso masso marmoreo di forma rettangolare lungo oltre 3 metri che probabilmente, in origine, apparteneva ad un edificio romano. Durante il medioevo la Preda veniva utilizzata come palco degli oratori, ma anche come luogo in cui eseguire sentenze di morte ed esporre cadaveri (affinché qualcuno potesse identificarli) nonché ad essere usata come pietra del disonore: secondo quanto emerge dall'Archivio Storico Comunale ogni debitore insolvente nel giorno del mercato dopo aver fatto il giro della piazza con la testa rasata e uno speciale copricapo, preceduto dal suono di una tromba doveva dichiararsi tale poi era costretto a "dare a culo nudo suso la preda rengadora, la quale sia ben unta de trementina, tre volte dicendo tre volte cedo bonis, cedo bonis, cedo bonis", cioè promettendo di saldare il debito coi suoi beni e questo doveva accadere per tre sabati consecutivi a richiesta del creditore che poteva così ben valutare la possibilità di riavere i propri soldi rifacendosi sui beni del debitore.

## Storia

### Il medioevo
La piazza si è venuta formando man mano che vennero costruiti e modificati nei secoli i vari edifici che la delimitano. Negli affreschi di Nicolò dell'Abate nella cinquecentesca sala del fuoco del palazzo comunale la fantasiosa ricostruzione della città romana Mutina ai tempi del triumvirato presenta una tozza torre quadrata, che, romana o longobarda che sia come alcuni sostengono, esisteva certamente sulla via Claudia, detta poi via Maestra, via Imperiale e infine via Emilia. La città romana si estendeva ad est dell'attuale centro di Modena e Nicolò rappresenta anche il "forum", che non coincideva però con l'attuale piazza, la quale si può collocare subito all'esterno delle mura di Mutina. La torre era l'unico edificio che vi sorgeva. Qui, dopo la morte del santo vescovo Geminiano, patrono della città, venne costruita nel VII secolo sulla sua tomba la "basilica ad corpus" attorno alla quale con alterne vicende si venne a formare il nucleo abitativo della città medioevale. Verso la fine del IX secolo il vescovo Leodoino munisce la città di mura con torri di guardia, poi passa diverso tempo prima di trovare notizie della piazza: un documento di enfiteusi del 1046 viene redatto nel palazzo comunale, altro documento viene redatto nel palazzo vescovile e nel 1194; essendo ormai cadente il vecchio edificio ha inizio la costruzione del palatium vetus Communis Mutine, ossia della parte più antica dell'attuale palazzo comunale.
Nel 1099 inizia la costruzione del nuovo Duomo e la piazza per tre lati si sta già delineando nei limiti dell'attuale: a nord il Duomo, ad ovest l'Arcivescovado e ad est il palazzo comunale, tutte le sedi del potere politico e religioso si affacciano quindi su di essa.

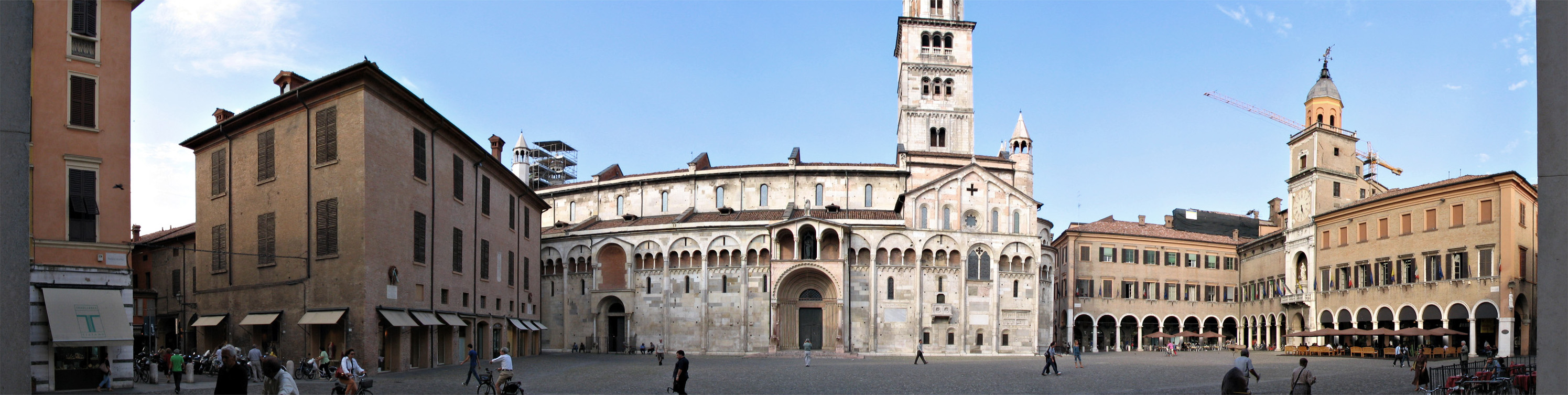
Panorama di Piazza Grande, Modena, settembre 2006

Luigi Manzini, Piazza Grande, scena della Secchia rapita, 1842 ca, Museo Civico di Modena

Nel 1216 è fatto il Palazzo Comunale nuovo e negli Annali di Alessandro Tassoni senior si dice che nel 1216 facta fuit aula Palatii Comunis Mutinae ubi yus dicitur cioè un'aula dove si fa giustizia, prima parte della costruzione del Palazzo della Ragione (ossia di giustizia) che sarà poi l'attuale ala corta del Palazzo Comunale a pianta ad L, verso la Ghirlandina. La piazza è ormai il luogo dove si unisce il popolo a protestare e a ribellarsi. Davanti al palazzo comunale nel 1218 accorre una gran massa di uomini urlanti e armati, a piedi e a cavallo che, le cronache non riferiscono il motivo preciso della rivolta, cacciano da palazzo con la sua famiglia il podestà Lanterio degli Adelasii, giunto a Modena da Bergamo da appena due mesi. La torre del Duomo ancora mancante della guglia è presidiata da armati ed è merlata come i due palazzi comunali, dal 1261 inizia la costruzione della guglia che sarà terminata solo nel 1319. Nel 1269 si innalza di un piano il Palazzo Comunale e viene costruita la "renghiera" cioè l'arengo al centro della torre del palazzo. Nel 1268 viene posta in piazza la statua della Bonissima. La piazza, che sul lato meridionale è ancora occupata da case basse e modeste, è sempre più testimone e palcoscenico della vita della città. Nel 1318 è cacciato da palazzo il podestà Passerino Bonaccolsi di Mantova dal popolo in rivolta guidato da Francesco Pico della Mirandola e da Guido Pio signore di Carpi. Passerino deve fuggire ma riesce a tornare a Modena l'anno dopo, si vendica uccidendoli dei partigiani dei suoi nemici, uccide il signore della Mirandola, imprigiona i suoi due figli e li lascia morire di stenti. Passerino è podestà ma governa come fosse un duca e tale lo considera il popolo sicché fino a qualche decennio fa era abbastanza comune il detto dialettale "an sam piò al teimp dal doca Passarein", cioè: "non siamo più al tempo del duca Passerino" per indicare tempi di violenza o comunque antichi. Imponendo tassazioni pesanti con l'alternativa della morte per chi non pagasse Passerino si procura il denaro necessario per fortificare le mura e per costruire il palazzo nuovo lungo la via Emilia detto Palazzo dello Spelta, cioè dei cereali, che in seguito verrà unito al palazzo della Ragione e tuttora fa parte del palazzo comunale. Nel 1325 giungono in piazza uomini in arme trionfanti e festanti che portano un trofeo: la secchia rapita ai Bolognesi a testimonianza del loro ingresso in Bologna dopo la vittoria nella battaglia di Zappolino. Passerino diventa poi duca di Mantova, ma in seguito ad una congiura dei Gonzaga, che iniziano con un crimine il loro ducato, con l'aiuto degli Sforza viene imprigionato e lasciato morire di fame in prigione. Modena ritorna ad essere governata dai Conservatori eletti dal popolo, vengono abbandonate le vecchie leggi e sono promulgati i nuovi Statuti che regolano anche tutto ciò che si svolge abitualmente nella piazza: qui si fa il mercato settimanale e gli statuti dicono che il venerdì la piazza sia "disgombrata di letame" che evidentemente si accumulava nel corso della settimana e provvedevano alla bisogna i lebbrosi dell'ospitale di San Lazzaro, cioè il lazzaretto che sorgeva ad est della città alla parte opposta da dove proveniva generalmente il vento per evitare che questo portasse i miasmi dei malati in città (anche a Bologna, come anche nelle città di Piacenza, Parma e Reggio Emilia, la località di San Lazzaro per lo stesso motivo è ad oriente delle città).

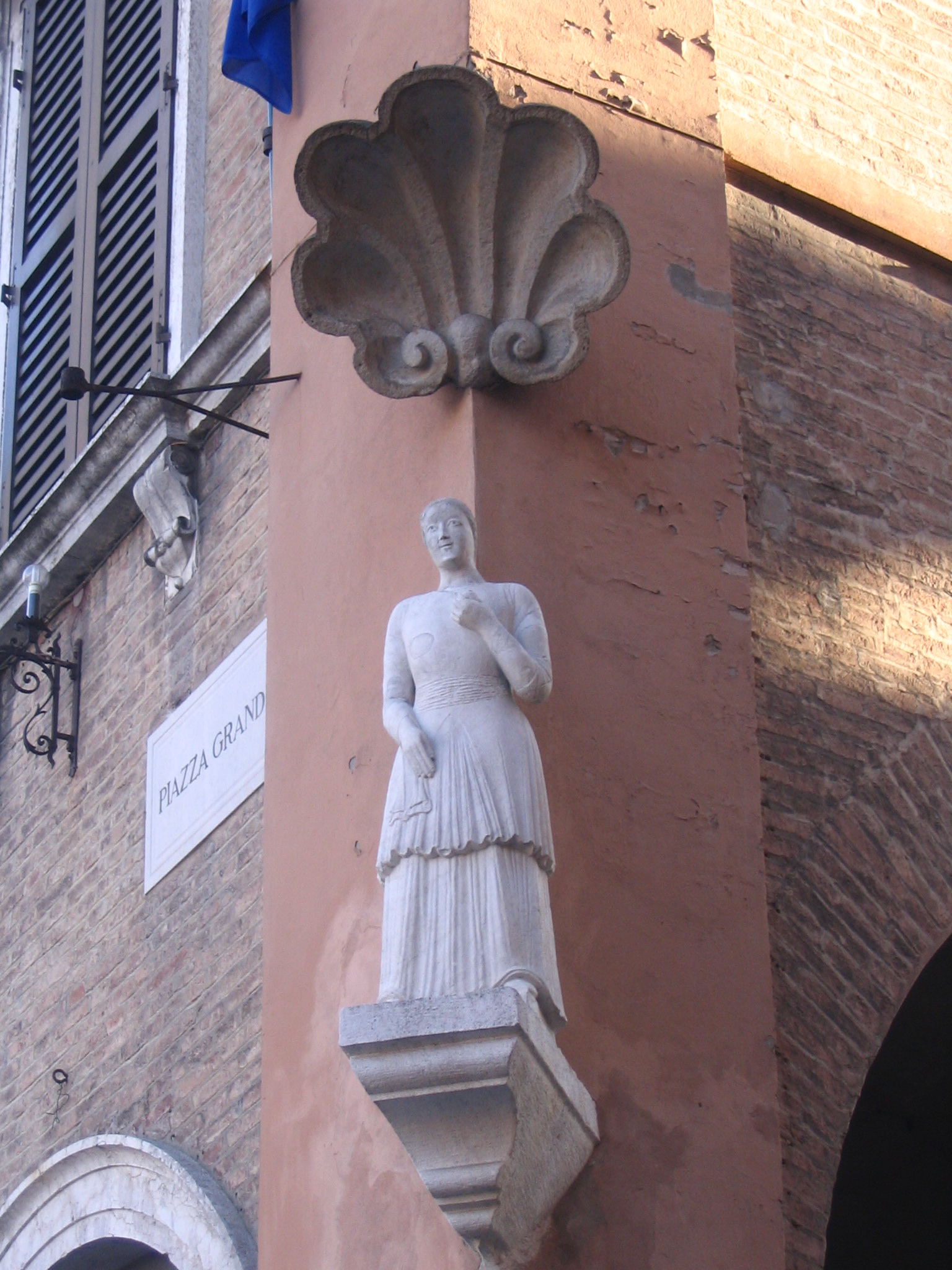
La Bonissima

Gli statuti prevedono anche i posti della piazza dove possono vendere le loro merci i mercanti secondo le diverse categorie merceologiche e prevedono anche le pene per chi commetta frodi in commercio o non si attenga alle unità di misura legali che per alcune merci sono riprodotte sul basamento della statua della Bonissima e sull'abside del duomo. Altre norme dimostrano come l'igiene non fosse molta se si prescrive che i fruttivendoli si astengano di portare con sé i loro maiali per cibarli, come evidentemente prima era loro abitudine (va notato che ancora nel '600 secondo una nota poesia di Alessandro Tassoni in città venivano allevati animali, i canali scoperti che attraversavano la città erano maleodoranti e le strade sporche e fangose).
In piazza si poteva giocare d'azzardo, mentre non lo si poteva fare in ambienti chiusi e il motivo era chiaro: in piazza il gioco era osservato e controllato dalle persone che vi sostavano e dalle guardie presenti, sicché erano molto ridotti i rischi di imbrogli e di risse.
Gli Statuti prevedono anche le pene per i bestemmiatori che consistevano in multe diverse a seconda del destinatario della bestemmia (10 lire per le bestemmie contro Dio, cinque lire per quelle alla Vergine o al santo patrono e 3 per gli altri santi). In piazza o alle finestre del palazzo comunale vigilavano le guardie. Intanto Modena è caduta sotto il dominio degli Estensi prima chiamati, poi cacciati e poi imposti dall'imperatore. Alla fine del XIV secolo giunge a Modena Nicolò III d'Este, duca di Ferrara, uomo d'armi ma noto soprattutto per la sua intensa attività amatoria come testimoniano il detto popolare di qua e di là del Po son tutti figli di Nicolò e la vicenda che lo vide protagonista: andato a Rimini per concordare il matrimonio fra il figlio Ugo e la bella Parisina, trovò quest'ultima molto piacevole e finì per sposarla lui, salvo poi a uccidere lei ed Ugo quando scoprì il tradimento dei due che si amavano già prima del suo matrimonio. A Modena comunque l'avvento del nuovo duca porta un po' di pace e si provvede a sistemare la piazza con una nuova pavimentazione e a prendere provvedimenti onde evitare che le prostitute stiano in piazza e nelle vie circostanti ad esercitare il loro mestiere di adescamento e accendano fuochi per richiamare l'attenzione e per riscaldarsi. Era infatti successo nel 1416 che uno di questi fuochi acceso troppo vicino al palazzo comunale fece incendiare una colonna di legno del palazzo, le fiamme si estesero e il palazzo bruciò in buona parte; nella successiva ricostruzione la parte nuova fu fatta a volte e con materiale laterizio e marmoreo. Alle prostitute fu proibito di stare all'aperto e ordinato di esercitare il loro mestiere, regolarmente tassato, in bordelli ubicati in una via del centro.
Nella piazza veniva rinnovata la cerimonia di sottomissione al marchese di Ferrara quando questi succedeva nel ducato alla morte del suo predecessore. Sempre in piazza venivano eseguite le pene delle sentenze sia quelle corporali consistenti in un numero prescritto di frustate, o quelle di morte. Con l'avvento dei duchi d'Este si svolgono sempre nella piazza feste, giostre, tornei e il palio, che è stato risuscitato recentemente dal Consiglio Comunale per le Settimane Estensi che, in estate, prevedono anche altre manifestazioni rievocanti vecchie tradizioni.

### Era moderna

Mappa del terromoto del 1501

Nel 1501 Modena è colpita da un terremoto e cadono i merli del palazzo comunale e dell'Arcivescovado e la vecchia torre del comune subisce gravi danni per cui i Conservatori (cioè i consiglieri comunali) decidono di demolirla nella parte superiore, per cui la torre sarà poi chiamata torre mozza. Nel 1510 Modena cade sotto il dominio di Giulio II, il papa guerriero in lotta contro gli Estensi, e un suo legato entra in città e si installa in Comune. Alla morte di Giulio II il nuovo papa Leone X invia a Modena come suo commissario il noto letterato e storico Francesco Guicciardini, le leggi sono formalmente diverse ma sostanzialmente uguali a quelle precedenti; Guicciardini vuole che la piazza abbia maggiore decoro e pulizia e impone al Consiglio comunale di spostare da Palazzo Comunale dove si trovavano le beccherie, cioè i macelli, onde evitare che i rifiuti di queste venissero gettati, come avveniva da tempo e avverrà in seguito, nei pressi del palazzo e di far spostare i bordelli delle prostitute dalle strade vicine alla piazza alla periferia.

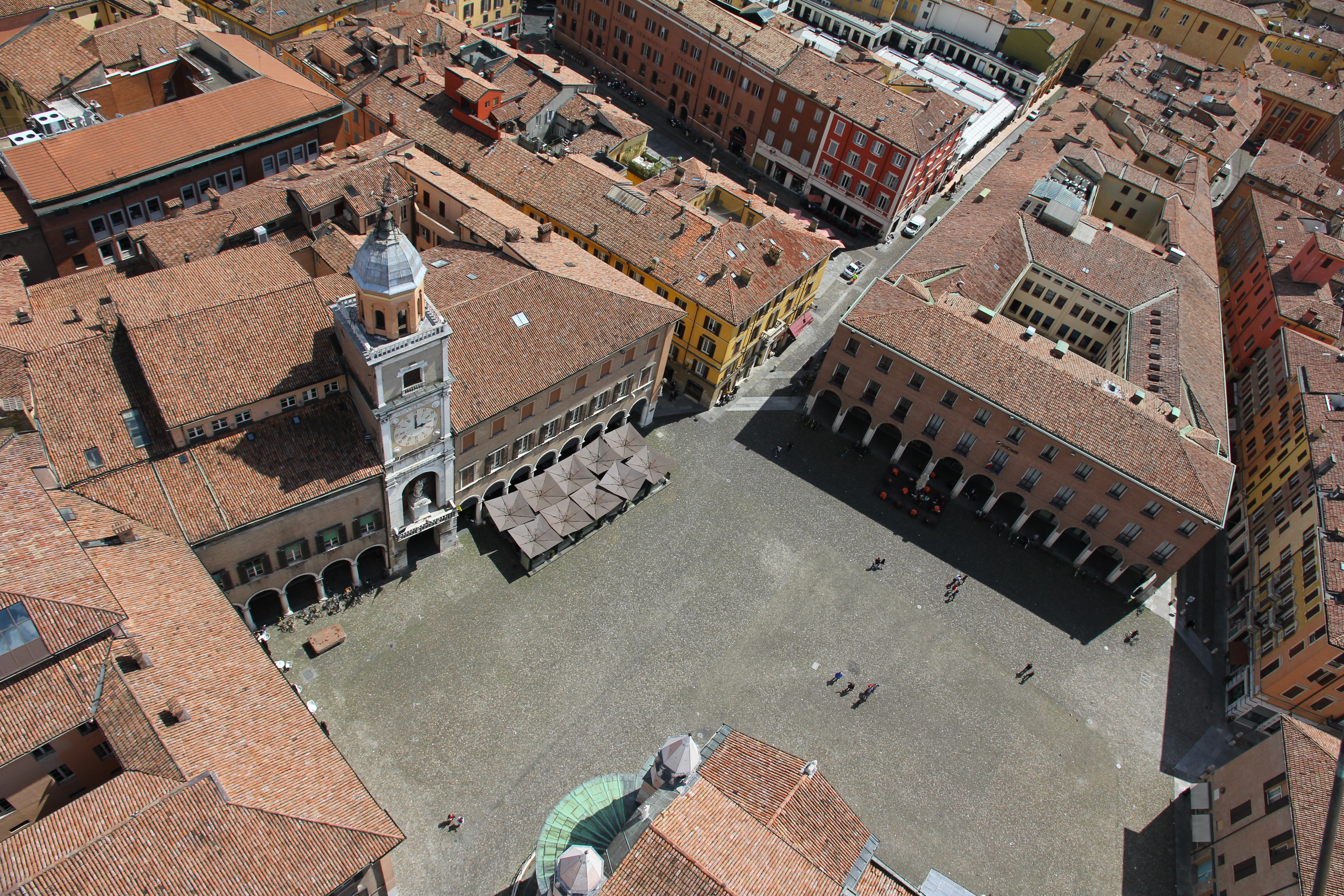
Vista della piazza dalla Torre Ghirlandina

Il popolo è stanco dei soldati papalini, stranieri e arroganti e accoglie il 6 giugno 1527 il duca Alfonso I d'Este con una grande festa nella piazza per tre giorni di seguito; intanto si verifica un'epidemia di peste e si decide di non suonare più le campane a morto prima di ogni sepoltura di vittime della peste "affinché gli infermi non si spaventino" e si pone nell'apposita nicchia del palazzo comunale la bella statua della Madonna di Antonio Begarelli, attualmente esposta nel Museo Civico. Ad Alfonso I succede Ercole II e a questo Alfonso II, che viene accolto nella sua visita a Modena nel giugno del 1561 con l'erezione di sei archi di trionfo, di cui quattro nella piazza dove si svolge la festa, quattro anni dopo passa da Modena la seconda moglie del duca Barbara d'Austria e sono di nuovo feste in piazza con apparati scenici ed archi trionfali. La piazza nel 1580 viene allagata per meglio ripulirla e si provvede a sistemare la pavimentazione con pietre e laterizi, è così pronta per le feste che si faranno un anno dopo in onore della terza moglie di Alfonso II Margherita Gonzaga con i soliti addobbi e apparati. Negli ultimi anni del XVI secolo si restaura l'oratorio di San Nicolo dei condannati a morte che si trova nel palazzo comunale e si restaurano le carceri che danno sul lato sud della piazza.
Nonostante le tre mogli e la profezia di Nostradamus che, interpellato dal duca, aveva affermato che la terza moglie gli avrebbe dato un figlio maschio, Alfonso quando muore non ha eredi diretti e per testamento ha designato il cugino Cesare che non sa resistere ai pretesti legali del papa ed è costretto a cedergli il territorio del ferrarese; gli restano solo Reggio e Modena e il duca si trasferisce in questa città scelta come capitale del ridotto ducato. Il suo ingresso a Modena è ovviamente accolto in piazza con entusiasmo e festeggiamenti. Il duca ripristina il palio che si tiene in piazza ed era stato sospeso per diversi anni a causa della mancanza di denaro. Si costruisce sul lato sud della piazza un nuovo palazzo per la Residentia dei Giudici alle vettovaglie modesto ma che riesce a conferire un migliore aspetto a questo lato della piazza che era sempre stato delimitato da casupole e dalle carceri, che vengono ampliate e si eliminano le bottegucce che affiancavano il palazzo comunale. Continuano anche le esecuzioni pubbliche e le feste. Per avere dei mutamenti sostanziali dei palazzi che si affacciano sulla piazza occorre lasciare passare l'anno di governo del duca Alfonso III, che, depresso dalla morte della moglie al momento di mettere alla luce il quattordicesimo figlio, abdica e si fa frate. Il figlio Francesco I, salito al trono a diciannove anni nel 1629 è certamente il più grande dei duchi modenesi, coltissimo, ambizioso e un po' megalomane vuole portare la corte del suo piccolo ducato ai fasti delle più celebrate corti europee, chiama e protegge artisti e invita personalità di alto rango, che giungono a Modena dando occasione al popolo di festeggiare in piazza, si fa ritrarre dai due più grandi artisti del secolo Gianlorenzo Bernini e Diego Velázquez (il busto del Bernini e il ritratto di Velasquez sono oggi alla Galleria Estense) fa costruire un nuovo palazzo ducale e il palazzo di Sassuolo per le vacanze estive, intanto scoppia nel 1630 la peste che miete molte vittime e la gente s'interroga quale sia il motivo che ha determinato questo castigo divino, si procede perciò a riparare immagini sacre deteriorate, a fare il voto di costruire una nuova chiesa se la clemenza della Madonna farà cessare questo flagello, in particolare si rifà la statua di San Geminiano che stava sulla Porta Regia del Duomo verso la piazza e che era andata distrutta, forse colpita a sassate dai ragazzi che si divertivano a tirare con la fionda sui leoni stilofori di questa porta e su ogni altra cosa che potesse servire da bersaglio. Nel 1654 arriva la terza moglie del duca Lucrezia Barberini e, come sempre, grandi sono le feste in piazza: luminarie, musiche, tornei e carri allegorici; la piazza diventa come un teatro con i palchi per gli spettatori e per i musici venuti anche da lontano. Le spese a carico della comunità ammontano a più di 35.000 ducati e la gente si lamenta di queste spese giudicate eccessive.
Francesco I non si è limitato a pensare alle sue nuove residenze, ma ha pensato anche alla piazza e al pianterreno del Palazzo comunale ha fatto costruire dall'architetto di corte Gaspare Vigarani un grande teatro, che va dalla piazza grande alla piazzetta del pallone, uno spazio retrostante il palazzo comunale, oggi via Scudari, dove si praticava questo gioco. Il teatro (detto dello Spelta o Ducale, dice un cronista può contenere 3.000 persone, ha venticinque gradinate per il pubblico illuminate a giorno con lampade "a fuoco artificiato", un grande palcoscenico dotato di macchine grandiose ed ha anche una scuderia per i cavalli che "servir dovevano nelle rappresentazioni". Il cronista aggiunge anche che nel 1659 l'architetto Vigarani è chiamato a Parigi da Luigi XIV che gli commissione un teatro uguale che verrà detto sala delle Tuileries. Questa notizia ci informa che il proposito del duca si stava forse avverando: la modesta capitale del piccolo ducato può offrire addirittura alla Parigi del re Sole un'opera da imitare. La presenza del nuovo teatro, che attira anche ospiti da fuori, impone che la piazza sia tenuta più pulita e si vieti l'uso di seppellirvi i morti delle famiglie nobili e illustri eliminando anche i sepolcri già presenti con le lapidi e le arche che le ornavano, ricavate da monumenti romani.
Il duca morì di lì a poco nel 1658 a causa delle febbri malariche contratte, mentre come comandante in capo delle truppe francesi partecipava alla campagna militare in Piemonte contro gli Spagnoli.
Negli anni successivi la piazza non cambia aspetto e tutto procede regolarmente: esecuzioni pubbliche di sentenze penali, problemi e proteste dei commercianti e artigiani che svolgono le loro attività all'aperto e nei negozi della piazza, corse dei cavalli, palii e tornei e feste in occasione di particolari avvenimenti come quella fastosissima per il matrimonio nel 1720 del futuro duca Francesco III con Carlotta d'Orleans che abituata a fare la bella vita alla corte di Francia non doveva sentire troppo la differenza fra vivere a Parigi e vivere a Modena. Queste feste non basteranno perché poi la duchessa vivrà molto a Parigi. Oltre ai grandi festeggiamenti si cerca di apportare alla città migliorie alla viabilità e alla fontana che sorgeva in piazza. Pure con grande solennità viene accolto il principe ereditario al suo rientro dall'Ungheria dove era a capo dell'artiglieria imperiale contro i turchi. Era infatti morto il padre Rinaldo I e Francesco III assunse il titolo di duca. Francesco III che, nominato Governatore della Lombardia per conto dell'imperatore, viveva quasi sempre a Varese nella lussuosa Villa d'Este fatta costruire per lui, s'interessò ugualmente della sistemazione edilizia e viaria della città; ormai la piazza ha già assunto la forma definitiva anche se rimane da sistemare il lato sud, si provvede allora a imbiancare le facciate dell'antica tipografia Soliani, della residenza e delle carceri e ad abbellire la piazza nella parte verso via Emilia. Si continua comunque in piazza a fare l'estrazione del lotto, a fare corse dei cavalli con arrivo e partenza in piazza e a far giustizia pubblica: c'è chi prende frustate, chi è esposto in berlina sulla "capra", chi viene marchiato a fuoco sul viso e chi viene impiccato.
Alla morte di Francesco III nel 1780 gli succede nel governo della città il figlio Ercole III d'Este, che trova il ducato dissestato dalle spese fatte dal padre non solo per la città ma anche in feste e gioco d'azzardo oltre che per la villa di Varese e per il palazzo di Rivalta nel Reggiano, previsto simile a Versailles e mai finito che prevedeva anche un lago e un'isola artificiali (Il palazzo in parte distrutto, il lago e parte dell'edificio sull'isola destinato alle feste esistono ancora ma sono ben lontani dal grandioso progetto).

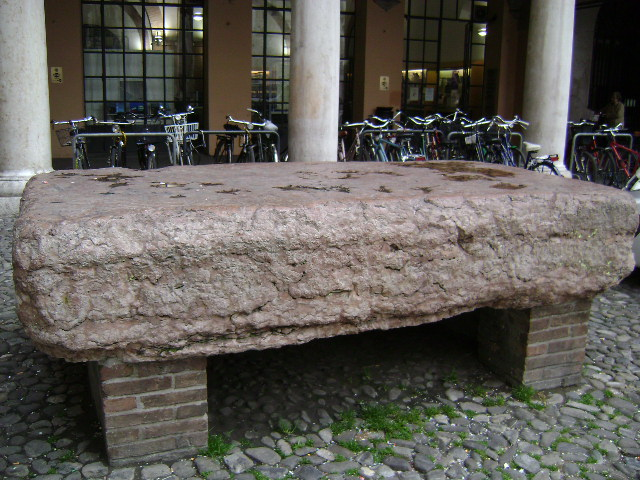
La Preda Ringadora

Ercole III di carattere bonario e piuttosto spilorcio e cauto nelle spese cerca d'ingraziarsi il popolo stando gli più vicino, non imponendo gabelle per sanare il bilancio, parlando spesso in dialetto, frequentando i locali per prendere il caffè, ovviamente un caffè "da padrone" e non "da servitore", cioè più buono e più caro, ed anche andando a piedi alla casa dell'amante Chiara Marini, una cantante che poi sposerà alla morte della moglie. Tutto questo non impedisce però che i cittadini accolgano festosamente le truppe francesi di Napoleone mentre il duca è costretto a fuggire a Venezia nominando una Reggenza. Un gruppo di cittadini che si dichiarano repubblicani innalza in piazza un pioppo imbandierato: l'albero della libertà, ma intervengono le guardie della Reggenza e la cosa finisce nel sangue. Napoleone allora rompe gli indugi ed entra in città accolto dal popolo festante che stacca i cavalli e a braccia traina la sua carrozza fino in piazza. Un secondo albero viene allora innalzato in piazza e dal palazzo ducale, dove alloggerà Napoleone, è presa una statua di fattura romana di Minerva, già proveniente da Villa d'Este a Tivoli, che viene ornata alla moda rivoluzionaria e col berretto frigio in testa, ribattezzata dea della Ragione è esposta accanto all'albero della libertà su una colonna del basamento di una statua equestre di Francesco III, già in piazza S. Agostino, distrutta a martellate da un fanatico ammiratore di Napoleone che sperava erroneamente di farsene un merito presso di lui. La piazza cambia il nome e diventa Piazza della Rivoluzione, vengono tolte le immagini sacre e la statua della Madonna del Begarelli, che trovano ricovero nell'Accademia di belle Arti.
La piazza è spesso piena di gente che festeggia e balla la carmagnola attorno alla dea Ragione. I Francesi se ne vanno nel 1815 e viene il nuovo duca Francesco IV, arciduca d'Austria, Este per parte della madre figlia di Ercole III ed erede del nome d'Este per un contratto fatto già dal nonno Francesco III con Maria Teresa d'Austria.

### Era contemporanea

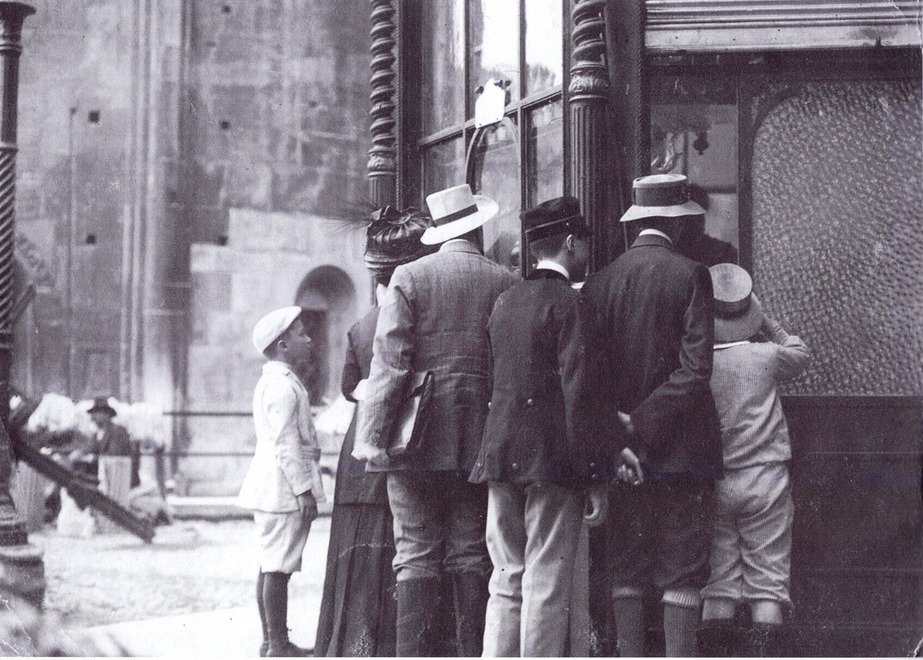
In fila per una bibita al chiosco Schiavoni nel 1909. Il chiosco venne smontato nel 1930 e trasferito a Mirandola, dove è tuttora presente in piazza Mazzini, dietro al municipio.

In piazza vengono tolte alcune casupole che si erano appoggiate al palazzo comunale e si decide di cambiare l'orologio della torre del palazzo comunale ormai non funzionante a dovere, sostituendolo con uno nuovo di un famoso orologiaio modenese Lodovico Gavioli con un carillon e statue che si muovono. Per vari motivi si dovrà attendere il 1867 per l'affidamento al Gavioli e la sistemazione definitiva dell'orologio avverrà solo nel 1867 ed avrà due quadranti uno su piazza grande ed uno sulla piazzetta delle ova distanti circa quaranta metri e a livelli diversi, ne risulta un complicato sistema di leve che fanno dell'orologio un vero capolavoro di meccanica. Francesco V passa come una meteora e Modena entra a far parte del regno sabaudo e poi del regno d'Italia e la vita della piazza scorre normalmente, i commercianti dei negozi e delle bancarelle continuano a fare i loro affari regolati da nuove norme, cambiano con il nuovo regime le guardie di piazza e i pompieri che avevano sede nei pressi del palazzo comunale vengono spostati per soddisfare alle esigenze dell'aumentato numero di pompe, nel 1885 viene bandito un concorso per un nuovo palazzo di giustizia che viene vinto dall'architetto Giacomelli di Treviso: è nello stile un po' pomposo caratteristico del tempo, con portico ed è sormontato da statue. Finito nel 1892 occupa il posto delle vecchie case e negozi ormai cadenti del lato sud della piazza finalmente chiusa da un imponente edificio anche se non molto coerente per stile agli altri palazzi, ma già nel 1906 le statue cominciano a sgretolarsi essendo costruite in tufo piuttosto scadente risentono infatti del clima; invece di ripararle o sostituirle il Consiglio comunale decide di toglierle definitivamente. In locali al piano terreno di questo palazzo viene sistemato nel 1903 un posto di pronto soccorso esercitato da volontari della "Croce verde", che il popolo chiama croce della bolletta non si sa se a causa del colore o del bisogno di offerte che ha per mandare avanti il servizio che prevede anche l'intervento degli infermieri che trasportano gli infermi nelle lettighe dotate di ruote a braccia o, più tardi, con un carro tirato da un cavallo. Sulla piazza si affacciavano diverse osterie che vengono chiuse o trasferite altrove, resta solo un chiosco posto fra la Ghirlandina e il palazzo comunale (il chiosco Schiavoni) in ferro costruito in ferro fuso e battuto, che diventa polo di ritrovo per i modenesi, eliminato poi durante il periodo fascista. Viene anche inaugurata l'illuminazione elettrica pubblica, interrotta durante la prima guerra mondiale per paura di possibili bombardamenti che avverranno invece durante la seconda guerra mondiale con danni per il Duomo. Nel 1920 durante una manifestazione sindacale morirono cinque manifestanti uccisi dai carabinieri.
Nel 1931 vengono tolte dalla piazza le bancarelle con le loro tende variopinte che hanno ispirato i diversi pittori modenesi che hanno ritratto la piazza, è stato infatti costruito un mercato coperto poco distante per ospitare tutte le bancarelle che vendono prodotti alimentari, mentre quelle di merceria, calzature e vestiario sono trasferite nella vicina piazza XX Settembre. Durante l'occupazione tedesca nella seconda guerra mondiale, il 10 novembre 1944 i fascisti uccidono in piazza Grande, insieme ad altri 20 persone, i partigiani Emilio Po, Alfonso Piazza e Giacomo Ulivi, i cui corpi sono lasciati per un certo tempo a terra prima di portarli al cimitero a monito dei cittadini. Una lapide murata sulla parete dell'Arcivescovado ricorda questo eccidio.
Il palazzo di giustizia costruito dal Giacomelli viene demolito nel 1961.

## Il restauro della Ghirlandina
Per opera del Comune, proprietario dei due edifici, dal 2008 sono incominciati i lavori di restauro del duomo e della torre campanaria che presentavano alcune lesioni. Mentre le impalcature attorno al duomo, rimasto in attività e visitabile, lasciavano intravedere l'architettura e in parte anche le famose lastre di Wiligelmo, per nascondere le impalcature della torre Ghirlandina il Comune ha commissionato all'artista Domenico Paladino una controversa copertura provvisoria costituita da un telone sul quale erano riportate figure geometriche di vari colori, che è stata rimossa nel 2011.

## Eventi
Ogni anno, in occasione del giovedì grasso, la piazza si riempie per assistere allo sproloquio della "Famiglia Pavironica", composta da Sandrone, dal figlio Sgorghìguelo e dalla moglie Pulonia; sono queste le tre maschere tipiche del carnevale modenese, e a dare un'idea di quanto sia importante per la città lo sproloquio (ricco di commenti arguti sulla vita cittadina e bonarie critiche all'amministrazione) basti ricordare che esso viene pronunciato dal balcone del Palazzo Comunale.
In una nicchia del Palazzo Comunale si trova la piccola statua del XII secolo detta La Bonissima che rappresenta probabilmente la raffigurazione dell'onestà nel commercio (era posta di fronte all'ufficio della Buona Stima), ma che la leggenda vuole rappresentare come una nobildonna generosa che aiutava i poveri durante le frequenti carestie.

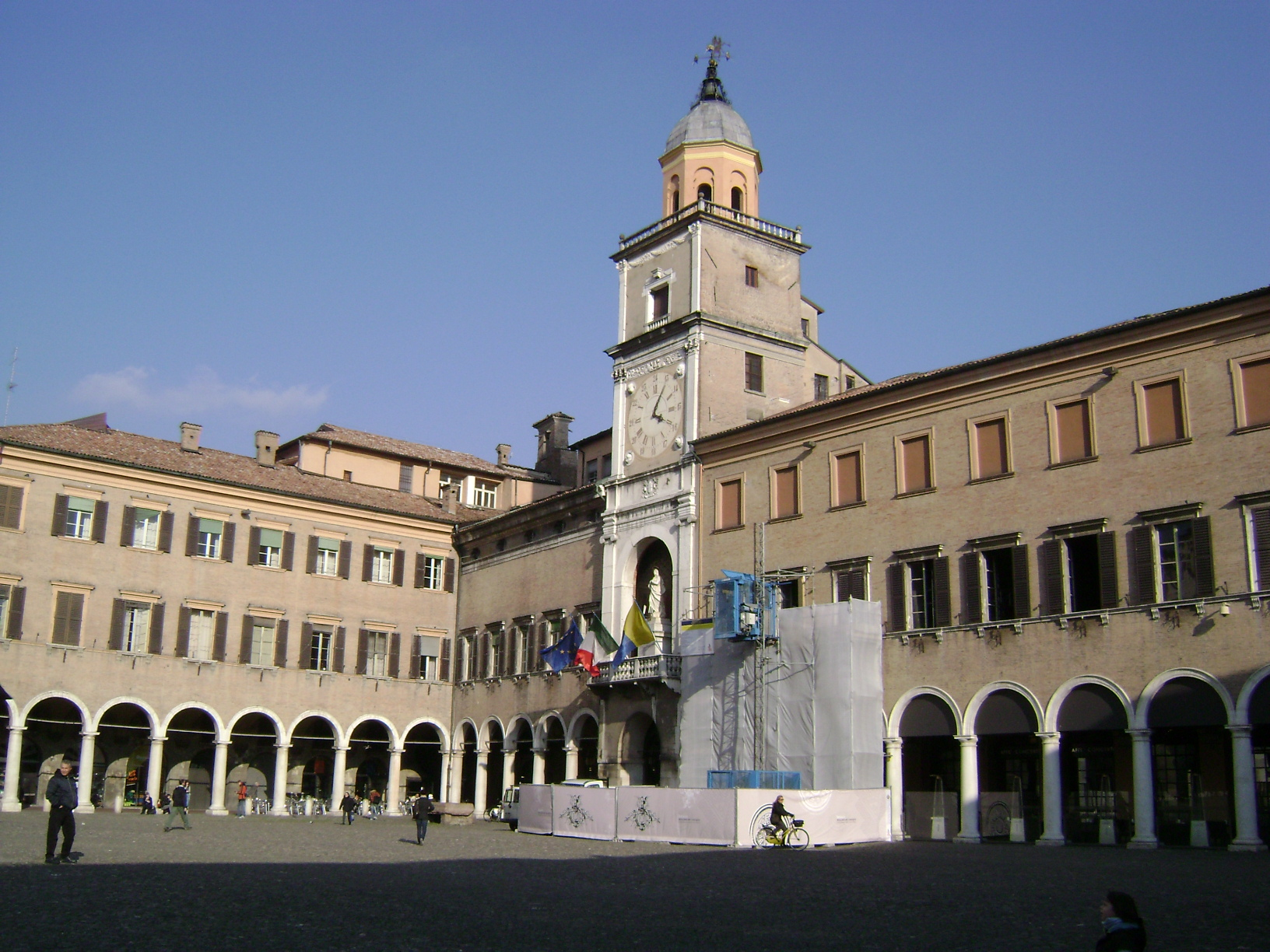
Palazzo comunale

La piazza da sempre è il centro di ogni manifestazione sociale e politica della città: qui si concludono le manifestazioni di protesta, i comizi dei politici, le celebrazioni delle varie ricorrenze, la partenza e l'arrivo delle corse a piedi per la città, l'esposizione di prodotti dell'industria e dell'agricoltura locale a partire dalle automobili Ferrari e Maserati, all'aceto balsamico tradizionale e quello industriale, ai tre tipi di Lambrusco doc della provincia, al parmigiano reggiano, ai prodotti tipici della montagna, in sintesi ogni cosa che possa interessare modenesi o turisti viene portata e mostrata in piazza, che si riempie, come le vie principali del centro, di bancarelle di ambulanti provenienti da tutta Italia che offrono le più svariate merci in occasione delle due "fiere": il 31 gennaio festa del patrono, la più grande e il 17 gennaio di sant'Antonio abate, protettore degli animali e delle stalle dei contadini che non mancano mai del quadretto che raffigura il santo con a fianco un maiale, animale prediletto dalla cucina modenese, tanto che nel vicino paese di Castelnuovo Rangone gli hanno eretto un monumento. È tradizione che alla fiera di Sant'Antonio le donne comprino un piccolo regalo per il fidanzato o marito, dono che viene ricambiato dagli uomini alla fiera di San Geminiano. La piazza, fino a qualche anno fa, si riempiva ogni lunedì, giorno di mercato che ha sostituito il sabato, di contadini e commercianti che sancivano con la tradizionale stretta di mano alla presenza dei mediatori i contratti di vendita e acquisto di animali bovini, suini ed equini visti prima al mercato bestiame dove erano stati portati. Le merci venivano trattate nel pianterreno del Palazzo Comunale. Questa usanza non c'è più, soppiantata dalla telematica per cui tutto si svolge alla Borsa Merci della Camera di commercio, anche perché gli animali sono ora allevati in grande numero in grandi stalle e molto meno nelle piccole stalle che sorgono accanto alle abitazioni dei contadini.
L'area dove sorgeva il mercato bestiame che, con l'ampliamento della città, si era venuta a trovare nella prima periferia, è stata lottizzata e venduta per la costruzione di abitazioni.
Il mercato di capi di abbigliamento, di scarpe, utensili vari si tiene il lunedì nella ex Piazza d'armi, oggi parco Novi Sad dal nome della città gemellata con Modena. Il mercato di antiquariato si tiene pure in questo parco due volte al mese. Piazza Grande comunque è sempre animata da persone anziane che vi si fermano a chiacchierare, a commerciare piccoli oggetti e dai bambini che rincorrono i numerosi piccioni o cavalcano i leoni stilofori della Porta Regia del Duomo.
La piazza nonostante il suo nome non è molto grande come ad esempio la piazza della vicina Carpi, una delle più grandi d'Italia; era grande per le piccole dimensioni della città medioevale, ma offre suggestivi scorci a chi la guardi dai punti in cui convergono le vie d'accesso e in questo senso il nome di grande è pienamente giustificato. Per i modenesi è sinonimo di centro e dire "vado in piazza" senza specificare altro significa dire "vado in centro". Sopravvivono quindi ancora alcune abitudini paesane e contadine di un tempo anche se l'economia locale da prevalentemente agricola che era dal boom degli anni sessanta in poi è passata ai primi posti dell'Italia per la produzione industriale e la popolazione della città è quasi raddoppiata.